# Krakowiak

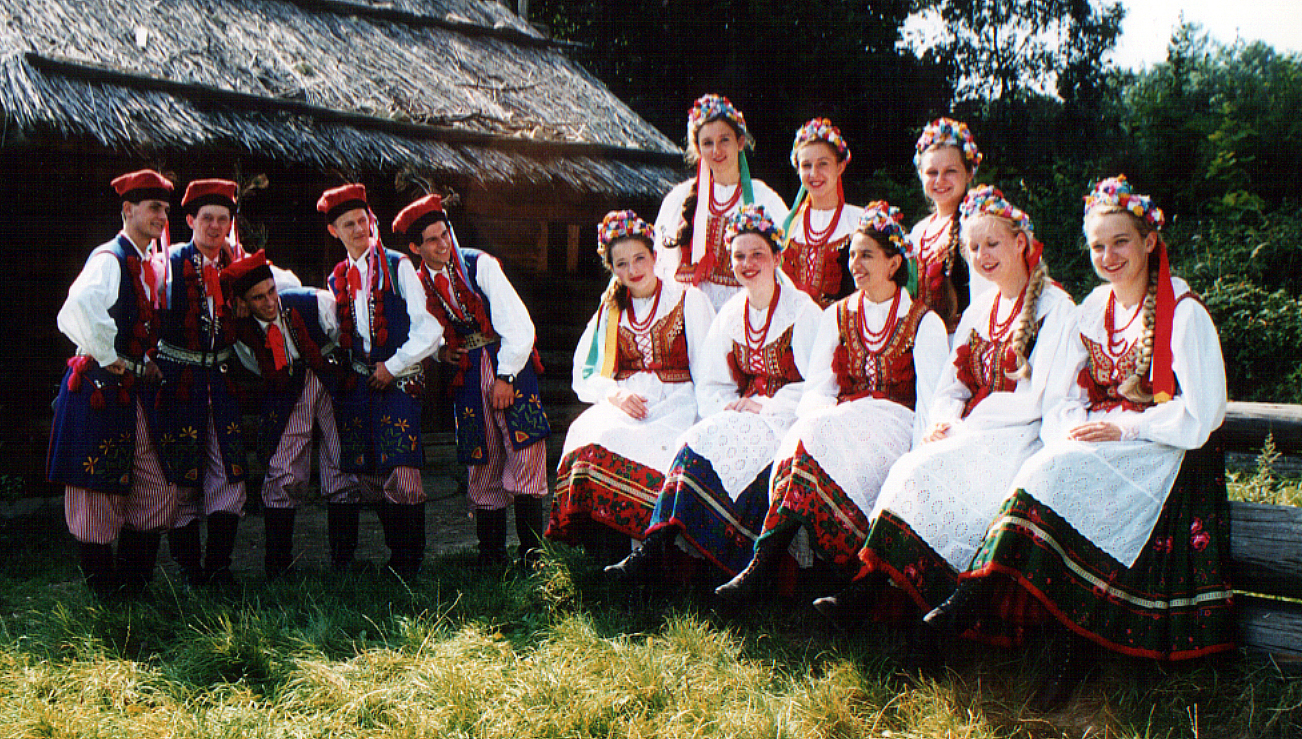
Danseurs en costume traditionnel à Cracovie.

Le krakowiak est une danse polonaise rapide et syncopée à deux temps, originaire de la région de Cracovie et de la Petite-Pologne. Cette danse est connue pour imiter les mimiques du cheval, en l'honneur de l'animal très apprécié dans la région cracovienne de Pologne pour son usage civil et militaire.
Elle devient une célèbre danse de salon à Vienne (Krakauer) et à Paris (Cracovienne) — là où, avec la polonaise et la mazurka, elle représente une connotation compatissante envers une nation distante et oppressée — et en Russie, où le krakoviak est inclus dans Une vie pour le tsar de Mikhail Glinka (1836).